# Висла
Висла (пољ. Wisła), је најдужа пољска река и једна од највећих у источној Европи. Дуга је 1.047 km. Извире на југу Пољске, а утиче у Гдањском заливу у Балтичко море. Слив Висле простире се кроз три државе и покрива 193 960 km2, од чега се 168 868 km2 налази у Пољској.
Висла извире из планине Баранија Гора на југу Пољске на 1 107 метара надморске висине у Шлеским Бескидима (западни део Карпата) из два одвојена извора: Бела Вислица (Biała Wisełka) и Црна Вислица  Висла протиче кроз највеће градове Пољске, Краков, Сандомјеж, Варшаву, Плоцк, Влоцлавек, Торуњ, Бидгошч, Свјеће, Груђондз, Тчев и Гдањск. Улива се у Висланску лагуну или Вислански залив (Zalew Wiślany) или директно у Гдањски залив у Балтичком мору с развијеном делтом од шест главних огранака (Ленивка, Пшекоп, Шмила Висла, Мартва Висла, Ногат и Шкарпава).
Ова река је чести мотив у пољској уметности и народној култури, снажно је везана за пољску историју и национални идентитет. Најважнији је пловни пут у Пољској и природни симбол земље, а назив „земља Висле” (пољ. kraj nad Wisłą) користи се као синоним за Пољску.

## Одлике
Извире на надморској висини од 1.106 m над морем на западним падинама Баранија Горе на планинском венцу Шлески Бескиди. Годишњи просечни проток износи 1.054 m³/s. Сливно подручје има површину од 194.424 km², од чега 168.699 km² на територији Пољске, а остатак се налази у суседним државама. Река тече од југа према северу пролазећи кроз неколико великих пољских градова: Краков, Варшаву, Гдањск и друге.

## Етимологија
Име Вистула први се пут појављује у писаном запису Помпонија Меле (3.33) 40. године нове ере. Плиније у свом делу Природословља 77. године именује реку Висла (4.81, 4.97, 4.100). Корен имена Vistula долази из индоевропског  : 'цурити, полако тећи' (упо. санскритско अवेषन् (avēṣan) „текли су”, старонордијски veisa „слуз”) и појављује се у многим европским називима река (нпр. Везер, Вјешинта). Деминутивни наставци -ила, -ула, појављују се у многим индоевропским језицима, укључујући и латински (види Калигула, Урсула).
У својим писаним делима о реци и њезиним народима, Птоломеј користи грчки назив Ouistoula. Други антички извори наводе име Istula. Римски историчар Амијан Марцелин споменуо је Bisulu (Књига 22.) 380-их година. Историчар Јордан у 6. веку у својем делу Гетика (5 и 17) користи назив Viscla.
Англосаксонска песма Видсид односи се на Вислу. Пољски средњовековни хроничар Викенти Кадлубек из 12. века латинизирао је име реке у Vandalus, облик који је веројатно под утицајем литавског vanduõ што значи „вода”. Јан Длугош (1415 – 1480) у свом делу Annales seu cronicae incliti regni Poloniae индиректно указује на реку: „од источних народа, пољског истока, од сјаја воде Бела вода… тако названа” (Alba aqua), можда се односи на Белу Вислицу (Biała Wisełka).
Током историје река је имала слична имена на различитим језицима:  ; доноњемачки: Wießel, холандски: Wijsel, јидиш: ווייסל [vajsl̩] и рус. Висла.

## Извор
Висла извире у јужношлеском војводству у близини тромеђе Чешке и Словачке из два извора: Czarna („Црна”) Wisełka на надморској висини од 1 107 m и Biała („Бела”) Wisełka на надморској висини од 1 080 m. Оба су извора на западној падини Беранска гора у Шлеским Бескидима у Пољској.

## Географија
Висла се може поделити на три дела: горњи, од извора до Сандомјежа; центар, од Сандомјежа до ушћа у Нарев и Буг; и дно, од ушћа у Нарев до мора.
Слив реке Висле покрива 194.424 square kilometres (75.068 square miles) (у Пољској 168.700 square kilometres (65.135 square miles))); његова просечна надморска висина је 270 metres (886 feet) изнад нивоа мора. Поред тога, већина њеног речног слива (55%) је на надморској висини од 100 до 200 m; преко 3⁄4 речног слива се креће од 100—300 m (330—980 ft) надморске висине. Највиша тачка речног слива је 2.655 metres (8.711 feet) (врх Герлах у планинама Татра). Једна од карактеристика слива Висле је његова асиметрија — у великој мери последица нагиба Средњеевропске низије ка северозападу, правца тока глацијалних вода и значајне предиспозиције њеног старијег подножја. Асиметрија речног слива (десна на лева страна) износи 73–27%.
Најскорија глацијација епохе плеистоцена, која се завршила око 10.000 година пре нове ере, назива се Вистулијанска глацијација или Вејчселијанска глацијација у погледу северно-централне Европе.

### Климатске промене и поплаве делте Висле
Према студијама о поплавама које је спровео професор Збигњев Пружак, који је коаутор научног рада Импликације СЛР, и даљим студијама које су спровели научници који су учествовали на Завршној међународној АСТРА конференцији у Пољској, и предвиђањима климатских научника на пре-самиту о климатским променама у Копенхагену, врло је вероватно да ће већи део региона делте Висле (који је испод нивоа мора) бити поплављен због пораста нивоа мора изазваног климатским променама до 2100. године.

## Историјска релевантност
Велики делови басена Висле су у првом миленијуму пре нове ере заузимале лужичке и пшеворске културе гвозденог доба. Генетска анализа указује да је постојао непрекинути генетски континуитет становника током последњих 3.500 година. Базен Висле заједно са земљама Рајне, Дунава, Лабе и Одре су римски аутори из 1. века нове ере назвали Магна Германија. Ово не значи да су становници били „германски народи“ у модерном смислу те речи. Тацит је, описујући Венеде, Пеуцине и Феније, писао да није сигуран да ли треба да их назове Германима, пошто су имали насеља и борили су се као пешадија, односно Сарматима пошто имају неке сличне обичаје са њима. Птоломеј је у 2. веку нове ере описао Вислу као границу између Германије и Сарматије.
Река Висла је некада била повезана са реком Дњепар, а одатле са Црним морем преко Августовског канала, технолошког чуда са бројним преградама које су допринеле њеној естетској привлачности. Био је то први пловни пут у Централној Европи који је обезбедио директну везу између две велике реке, Висле и Њемене. То је омогућавало везу са Црним морем на југу преко канала Огински, реке Дњепар, канала Березина и реке Двине. Рута Балтичко море – Висла – Дњепар – Црно море са својим рекама био је један од најстаријих трговачких путева, Ћилибарски пут, којим се ћилибаром и другим стварима трговало из Северне Европе у Грчку, Азију, Египат и другде.
Ушће Висле населили су Словени у 7. и 8. веку. На основу археолошких и лингвистичких налаза, претпоставља се да су се ови досељеници кретали на север дуж реке Висле. Ово је, међутим, у супротности са другом хипотезом коју подржавају неки истраживачи који сматрају да су се Велети померили на запад од делте Висле.
Многе пољске легенде повезане су са Вислом и почецима пољске државности. Једна од најтрајнијих је она о принцези Ванди co nie chciała Niemca (која је одбацила Немца). Према најпопуларнијој варијанти, коју је популарисао историчар из 15. века Јан Длугош, Ванда, ћерка краља Крака, постала је краљица Пољака после очеве смрти. Она је одбила да се уда за немачког принца Ритигера (Rüdiger), који се увредио и напао Пољску, али је одбијен. Ванда је, међутим, извршила самоубиство, удавивши се у реци Висли, како би осигурала да он поново не нападне њену земљу.